# وزارة الموارد البشرية والضمان الاجتماعي (الصين)
وزارة الموارد البشرية والضمان الاجتماعي لجمهورية الصين الشعبية (بالصينية: 中华人民共和国人力资源和社会保障部) هي وزارة تابعة للحكومة الصينية مسؤولة عن سياسات العمل والمعايير واللوائح وإدارة الضمان الاجتماعي في الصين. تشمل مسؤولياتها إدارة القوى العاملة وتعديل علاقات العمل، وإدارة التأمين الاجتماعي والهيكل القانوني للعمالة.

## وصلات خارجية
- الموقع الرسمي لوزارة الموارد البشرية والضمان الاجتماعي باللغة الصينية